# Sismo de Qayen de 1997
O Sismo de Qayen de 1997 ocorreu em 10 de maio, atingindo zonas no norte do Irão, sobretudo na província de Coração, e também algumas zonas do Afeganistão.
Foi o maior sismo na região desde 1990, atingindo a magnitude de 7,3 na escala de magnitude de momento e o seu centro sitou-se aproximadamente a 270 km a sul de Mashhad, em Ardekul. Provocou 1 567 mortos, 2 300 feridos, cerca de 50 000 desalojados e mais de 100 milhões de dólares em prejuízos. Vários países responderam à emergência enviando roupas, tendas, medicamentos e alimentos para o Irão.